# Йемба
Йемба (Atsang-Bangwa, Bafou, Bamileke-Yemba, Bangwa, Dschang, Tchang, Yemba, Yémba, Yɛmba) является одним из основных грассфилдских языков, на котором говорит народ бамилеке в городе Джанг департамента Менуа Западного региона в Камеруне.
Несмотря на то, что изначально это был разговорный язык, письменность для йемба была создана Стивеном Бирдом (проект Natural Language Toolkit) и Морисом Тададжё (один из создателей общего алфавита для языков Камеруна). Его команда разработала маленький йемба-французский словарь, охватывающий переводы на французский язык более чем 3000 слов и выражений из йемба. Алфавит йемба является подмножеством МФА.
Механизм обратного преобразования словаря был выполнен независимыми учёными, которые создали перевод слов на французский язык из йемба. Кроме того, более 6000 английских, немецких, чешских, испанских, итальянских и китайских слов и выражений были переведены на йемба. Одним из главных результатов этого проекта является совместная онлайн-площадка для расширения переводов йемба и обучения йемба.
| Алфавит йемба | Алфавит йемба | Алфавит йемба | Алфавит йемба | Алфавит йемба | Алфавит йемба | Алфавит йемба | Алфавит йемба | Алфавит йемба | Алфавит йемба | Алфавит йемба | Алфавит йемба | Алфавит йемба | Алфавит йемба | Алфавит йемба | Алфавит йемба | Алфавит йемба | Алфавит йемба | Алфавит йемба | Алфавит йемба | Алфавит йемба | Алфавит йемба | Алфавит йемба | Алфавит йемба | Алфавит йемба | Алфавит йемба | Алфавит йемба | Алфавит йемба | Алфавит йемба | Алфавит йемба | Алфавит йемба |
| ------------- | ------------- | ------------- | ------------- | ------------- | ------------- | ------------- | ------------- | ------------- | ------------- | ------------- | ------------- | ------------- | ------------- | ------------- | ------------- | ------------- | ------------- | ------------- | ------------- | ------------- | ------------- | ------------- | ------------- | ------------- | ------------- | ------------- | ------------- | ------------- | ------------- | ------------- |
| A             | B             | C             | D             | E             | Ɛ             | F             | G             | H             | I             | J             | K             | L             | M             | N             | Ŋ             | O             | Ɔ             | P             | Pf            | S             | Sh            | T             | Ts            | U             | Ʉ             | V             | W             | Y             | Z             | '             |
| a             | b             | c             | d             | e             | ɛ             | f             | g             | h             | i             | j             | k             | l             | m             | n             | ŋ             | o             | ɔ             | p             | pf            | s             | sh            | t             | ts            | u             | ʉ             | v             | w             | y             | z             |               |